# Pavel Rybak
Pavel Alyaksandravich Rybak (tiếng Belarus: Павел Аляксандравіч Рыбак; tiếng Nga: Павел Александрович Рыбак; sinh 11 tháng 9 năm 1983) là một cầu thủ bóng đá Belarus. Tính đến năm 2017, anh thi đấu cho Shakhtyor Soligorsk.